# رحلة البيجل

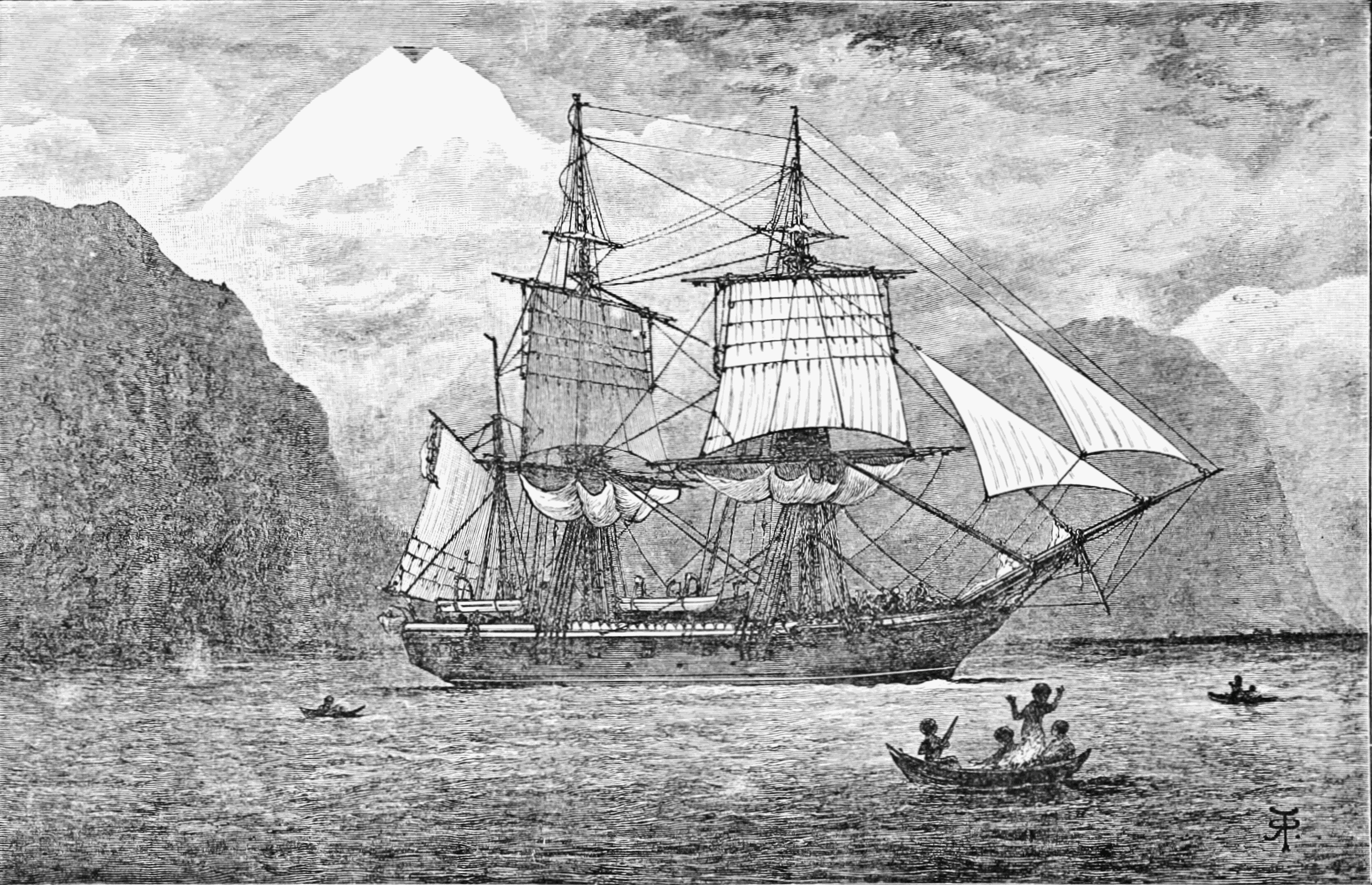
تصوير واجهة المبنى بواسطة ر. ت. بريتشييت من الطبعة المصورة الأولى ل, 1890: HMS بيجل في مضيق ماجلان مونتي سارمينتو.

رحلة البيجل (بالإنجليزية: The Voyage of the Beagle) هو العنوان الأكثر شيوعًا للكتاب الذي كتبه تشارلز داروين ونُشر عام 1839 كمجلة ومذكرة أيضا، مما جعله يتمتع بقدر كبير من الشهرة والاحترام. كان هذا هو المجلد الثالث من سرد رحلتي H.M. سفن مغامرة والبيجل، والكميات الأخرى التي تم كتابتها أو تحريرها من قبل قادة السفن. وتغطي الجريدة والملاحظات دور داروين في حملة الاستطلاع الثانية للسفينة بيجل HMS. نظرًا لشعبية حساب داروين، أعاد الناشر إصداره في وقت لاحق في عام 1839 كجريدة داروين للأبحاث، ونشرت الطبعة الثانية المنقحة في عام 1845 هذا العنوان. نشرت إعادة نشر الكتاب في عام 1905 عنوان رحلة «بيجل»، التي باتت معروفة بها الآن.
أبحر بيجل من بليموث ساوند في 27 ديسمبر 1831 تحت قيادة الكابتن روبرت فيتزتروي. في حين كان من المقرر في الأصل أن تستمر الرحلة الاستكشافية لمدة عامين، فقد استمرت ما يقرب من خمسة أعوام - لم يعود البجل حتى 2 أكتوبر 1836. قضى داروين معظم الوقت في استكشاف الأرض (ثلاثة أعوام وثلاثة أشهر على الأرض؛ 18 شهرًا في البحر). الكتاب عبارة عن مذكرات سفر حية بالإضافة إلى مجلة علمية ميدانية مفصلة تغطي البيولوجيا والجيولوجيا والأنثروبولوجيا التي توضح صلاحيات داروين الدقيقة في المراقبة، والتي كتبت في وقت كان فيه الأوروبيون الغربيون يستكشفون ويصورون العالم بأسره. على الرغم من أن داروين قام بمراجعة بعض المناطق خلال الرحلة الاستكشافية، فمن أجل الوضوح يتم ترتيب فصول الكتاب بالرجوع إلى الأماكن والمواقع بدلاً من التاريخ.
تتضمن ملاحظات داروين خلال الرحلة التعليقات التي تشير إلى وجهات نظره المتغيرة حول ثبات الأنواع. عند عودته، كتب الكتاب على أساس هذه الملاحظات، في وقت كان فيه أول من وضع نظرياته من التطور من خلال الأصل المشترك والاختيار الطبيعي. يتضمن الكتاب بعض اقتراحات أفكاره، خاصة في الطبعة الثانية من عام 1845.

## نشر رواية فيتزتروي وكتاب داروين
تمت دعوة داروين من قبل فيتزروي للمساهمة في قسم التاريخ الطبيعي لرواية القبطان عن رحلة البيجل. باستخدام مذكراته الميدانية والمجلة التي كان قد أرسلها إلى المنزل لعائلته ليقرأوها، أكمل هذا القسم بحلول سبتمبر 1837. كان على فيتزروي أن يعدل ملاحظات القبطان السابق لـ البيجل، بالإضافة إلى كتابة حسابه الخاص الرحلة والبعثات السابقة للسفينتين.
تم الانتهاء من الحساب ونشره على هيئة أربعة مجلدات تم إعدادها في مايو 1839 ك 'قصص لرحلات المسح من مغامرات سفن صاحب الجلالة والبيجل. يغطي المجلد الأول الرحلة الأولى تحت قيادة القائد فيليب كينج باركر، والمجلد الثاني هو حساب فيتزتروي للرحلة الثانية. مجلة داروين والملاحظات، 1832—1835 تشكل المجلد الثالث، والمجلد الرابع هو ملحق طويل. يتضمن حساب فيتزتروي ملاحظات مع الإشارة إلى الطوفان الذي تراجع فيه عن اهتمامه السابق بالكتابات الجيولوجية لتشارلز لييل وملاحظاته إلى داروين خلال الحملة التي تقول إن السمات الرسوبية التي رأوها «لم يكن من الممكن أن تتحقق من خلال فيضان على مدى أربعين يومًا»، مؤكدا التزامه المتجدد لقراءة حرفية للكتاب المقدس. كان قد تزوج حين عودة السفينة، وكانت زوجته متدينة جدا.
وقد أثبتت مساهمة داروين شعبية كبيرة، كما أن الناشر، هنري كولبورن من لندن، أخذ على عاتقه إعادة إصدار نص داروين في أغسطس مع صفحة عنوان جديدة كمجلة أبحاث في الجيولوجيا والتاريخ الطبيعي لمختلف البلدان التي زارها بواسطة سفن البيجل H.M.S  على ما يبدو دون الحصول على إذن داروين أو دفع رسوم له.

### الطبعة الثانية: تغيير الأفكار حول التطور

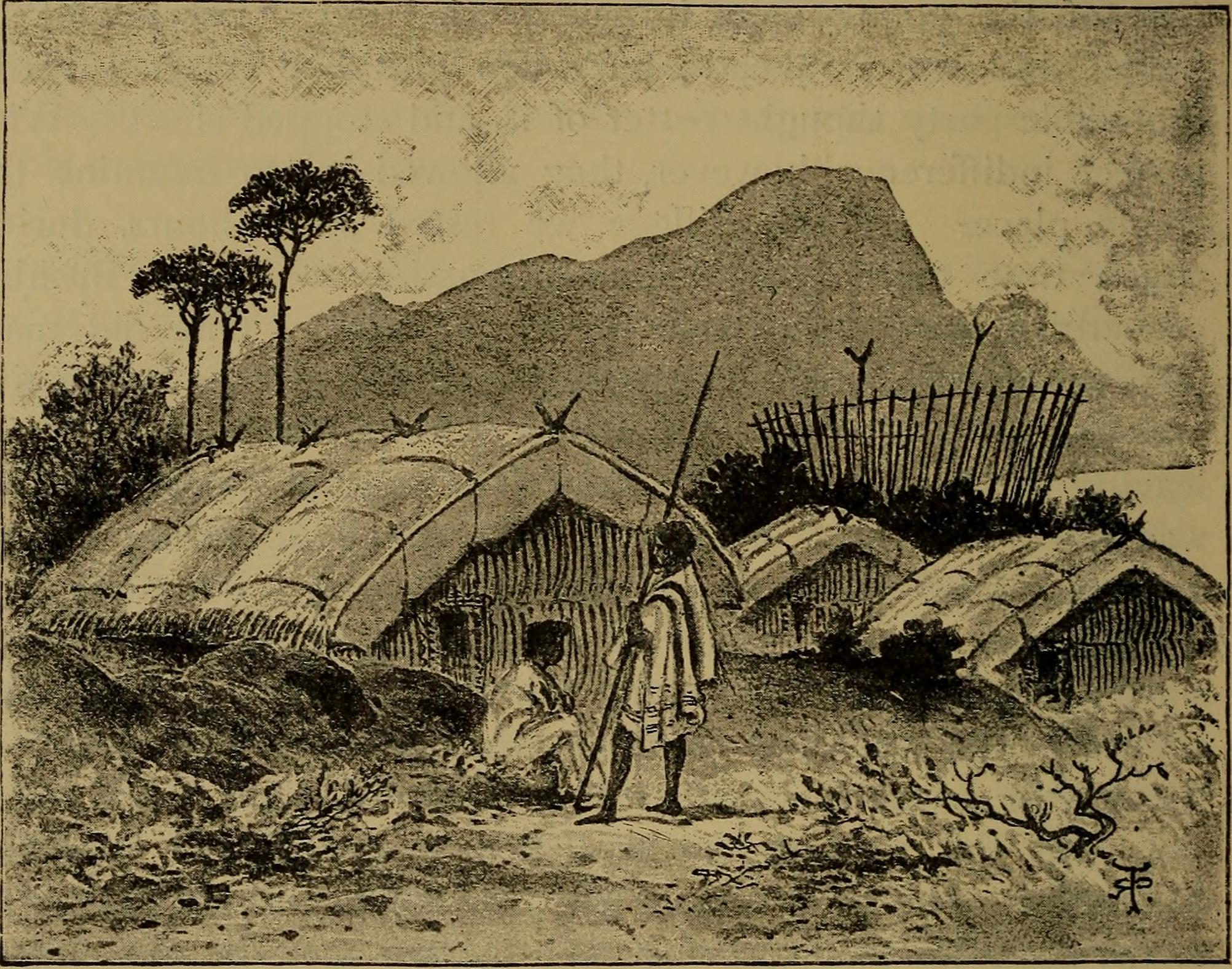
مجلة البحوث في التاريخ الطبيعي والجيولوجيا

أدرجت الطبعة الثانية من عام 1845 مراجعات واسعة النطاق في ضوء تفسير المجموعات الميدانية وتطوير الأفكار حول التطور. تم تكليف هذه الطبعة من قبل الناشر جون موراي، الذي دفع في الواقع داروين رسمًا قدره 150 جنيهًا إسترلينيًا لحقوق الطبع والنشر. تم تعديل العنوان الكامل ل مجلة البحوث في التاريخ الطبيعي والجيولوجيا للبلدان التي تمت زيارتها خلال رحلة H.M.S. بيجل حول العالم.
في الطبعة الأولى، كانت ملاحظات داروين فيما يتعلق بتشابه الحياة البرية في غالاباغوس إلى ذلك في قارة أمريكا الجنوبية، «سيتم شرح الظرف، وفقا لآراء بعض المؤلفين، بالقول إن القوة الخلاقة تصرفت وفقا لنفس القانون على مساحة واسعة». (تمت كتابة هذا في إشارة إلى أفكار تشارلز لييل عن «مراكز الخلق».) يشير داروين إلى تدرجات حجم مناقير أنواع العصافير، ويشتبه في أن الأنواع «محصورة في جزر مختلفة»، «ولكن لا توجد مساحة في هذا العمل، للدخول في هذا الموضوع الفضولي».
تشير الإصدارات اللاحقة إلى أفكاره الجديدة حول التطور:
وبالنظر إلى صغر حجم هذه الجزر، نشعر بالدهشة أكثر من عدد الكائنات الخاصة بها، وفي نطاقها المحصور... في فترة من الزمن الجيولوجي الحديث، كان المحيط غير المنقطع هنا منتشرًا. ومن هنا، في الفضاء والزمان، يبدو أننا اقتربنا إلى حد ما من تلك الحقيقة العظيمة - تلك سر الألغاز - أول ظهور لكائنات جديدة على هذه الأرض.
يتحدث عن العصافير مع تدرجاتها في حجم مناقيرها، يكتب «قد يتخيل المرء حقيقة أنه من ندرة الطيور الأصلية في مجموعة جزر الأرخبيل، تم أخذ نوع واحد وتعديله لأهداف مختلفة.»
في عام 1890، نشر جون موراي طبعة مصورة من الكتاب، بناء على اقتراح من الفنان روبرت تايلور بريتشييت الذي كان معروفًا بالفعل لرحلاته RYS Wanderer ‏ and Sunbeam، وإنتاج الصور المستخدمة في الكتب في هذه الرحلات البحرية. في مقدمة هذه الطبعة من المجلة والأبحاث، قال موراي إن معظم «الآراء الواردة في هذا العمل هي من الرسومات التي وضعها على الفور السيد بريتشيت، مع كتاب السيد داروين إلى جانبه»، وكانت الرسوم التوضيحية «التي تم اختيارها والتحقق منها بأقصى درجات الحرص والألم» 

## المحتويات - المناطق التي زارها داروين
للقراءة، يتم ترتيب فصول الكتاب جغرافياً بدلاً من تسلسل زمني دقيق للأماكن التي زارها داروين أو أعيد النظر فيها. تعطي العناوين الرئيسية (وفي بعض الحالات العناوين الفرعية) لكل فصل فكرة جيدة عن المكان الذي ذهب إليه، ولكن ليس التسلسل الدقيق. انظر الرحلة الثانية من سفن البيجل للحصول على ملخص مفصل عن رحلات داروين. تلاحظ قائمة المحتويات في الكتاب أيضًا الموضوعات التي تمت مناقشتها في كل فصل، ولا يتم عرضها هنا للتبسيط. الأسماء والتهجئات هي التي يستخدمها داروين. تستند القائمة أدناه إلى رحل وملاحظات عائدة لعام 1839.

### المقدمة
1. الفصل الأول: جاقو - جزر الرأس الأخضر (صخور بولس، فرناندو نورونها، 20 فبراير، باهيا، أو سان سلفادور، البرازيل، 29 فبراير..)
2. الفصل الثاني: ريو دي جانيرو
3. الفصل الثالث: مالدونادو، أوروغواي، مالدونادو
4. الفصل الرابع: ريو نيغرو إلى باهيا بلانكا
5. الفصل الخامس: باهيا بلانكا
6. الفصل السادس: باهيا بلانكا إلى بوينس آيرس
7. الفصل السابع: بوينس آيرس سانت. الحديد
8. الفصل الثامن: باندا أورينتال
9. الفصل التاسع: باتاغونيا
10. الفصل العاشر: سانتا كروز - باتاغونيا
11. الفصل الحادي عشر: تييرا ديل فويغو
12. الفصل الثاني عشر: جزر فولكلاند
13. الفصل الثالث عشر: مضيق ماجلان
14. الفصل الرابع عشر: وسط شيلي
15. الفصل الخامس عشر: تشيلوي وجزر شونوس
16. الفصل السادس عشر: شيلي وكونسيبسيون
17. الفصل السابع عشر: ممر كورديليرا
18. الفصل الثامن عشر: شمال تشيلي وبيرو
19. الفصل التاسع عشر: أرخبيل غالاباغوس
20. الفصل العشرون: تاهيتي ونيوزيلندا
21. الفصل الحادي والعشرون: أستراليا (أراضي فان ديمن)
22. الفصل الثاني والعشرون: المرجان تشكيلات (كيلينق أو جزر كوكوس)
23. الفصل الثالث والعشرون: موريشيوس إلى إنجلترا

#### الطبعة الثانية
تم دمج جريدة الأبحاث لعام 1845، الفصلين الثامن والتاسع في فصل جديد من الفصل الثامن حول "باندا أورينتال وباتاغونيا"، والفصل التاسع يشمل الآن " سانتا كروز، وباتاغونيا وجزر فوكلاند". بعد الفصل العاشر في تييرا ديل فويغو، كان الفصل الحادي عشر بعنوان "مضيق ماجلان - مناخ السواحل الجنوبية". أعيد ترقيم الفصول التالية وفقا لذلك. وأعطي الفصل الرابع عشر العنوان المنقح "تشيلوي وكونسبسيون: زلزال عظيم
«، وكان الفصل العشرين بعنوان» جزيرة كيلينق: تشكيلات كور«، مع الفصل الختامي الحادي والعشرين الذي يحتفظ بعنوان» موريشيوس إلى إنجلترا
".

### ببليوغرافيا المنشورات الأصلية
- Voyages of the Adventure and Beagle, Volume I – King، P. Parker (1838)، Proceedings of the first expedition, 1826–30, under the command of Captain P. Parker King, R.N., F.R.S، Great Marlborough Street, London: Henry Colburn، مؤرشف من الأصل في 2023-05-01 Retrieved on 30 April 2007
- Voyages of the Adventure and Beagle, Volume II – FitzRoy، Robert (1839)، Proceedings of the second expedition, 1831–36, under the command of Captain Robert Fitz-Roy, R.N.، Great Marlborough Street, London: Henry Colburn، مؤرشف من الأصل في 2023-05-01 Retrieved on 15 December 2006
- Voyages of the Adventure and Beagle, Volume III – Darwin، Charles (1839)، Journal and remarks. 1832–1836.، London: Henry Colburn، مؤرشف من الأصل في 2023-05-19 (The Voyage of the Beagle) Retrieved on 30 April 2007
- Voyages of the Adventure and Beagle, Appendix – FitzRoy، Robert (1839)، Appendix، Great Marlborough Street, London: Henry Colburn، مؤرشف من الأصل في 2023-05-01 Retrieved on 15 December 2006
- Darwin، Charles (1845)، Journal of researches into the natural history and geology of the countries visited during the voyage of H.M.S. Beagle round the world, under the Command of Capt. Fitz Roy, R.N. (ط. Second)، London: John Murray، مؤرشف من الأصل في 2023-05-19 (The Voyage of the Beagle) Retrieved on 30 April 2007
- Darwin، Charles (1890)، Journal of researches into the natural history and geology of the various countries visited by H.M.S. Beagle etc. (ط. First Murray illustrated)، London: John Murray، مؤرشف من الأصل في 2022-11-02 (The Voyage of the Beagle) Retrieved on 3 August 2014

## الروابط الخارجية

### النصوص كاملة
- R. B. Freeman (1977). "Darwin Online: Journal of Researches". Bibliographical introduction. مؤرشف من الأصل في 2019-06-24. اطلع عليه بتاريخ 2008-01-03. With links to online copies of all editions.
  - Full text on Darwin Online.

كتاب مجاني: The Voyage of the Beagle على مشروع غوتنبرغ
- full text, various formats